# Efeitos do tabagismo na saúde

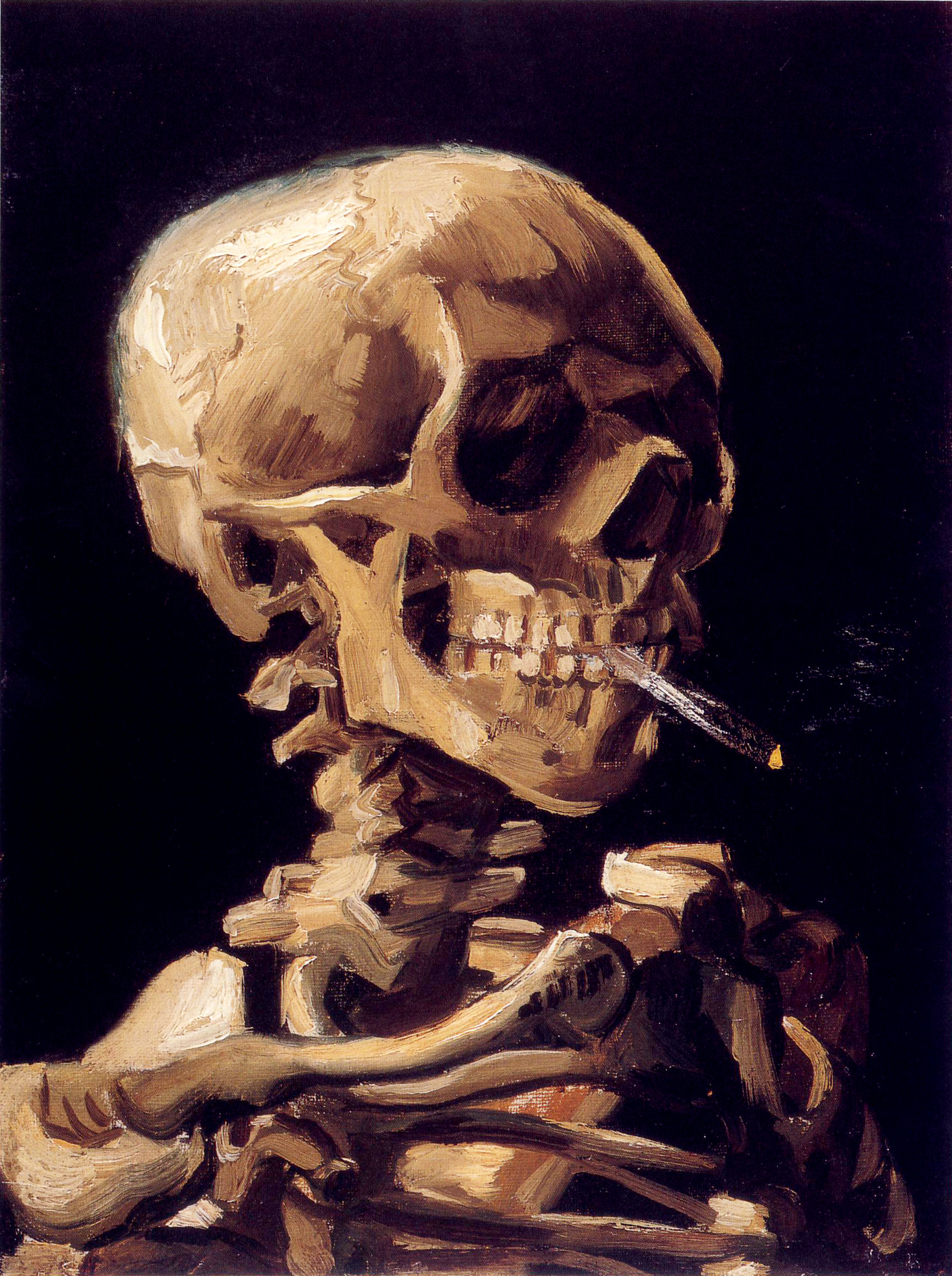
Caveira com Cigarro Aceso é uma obra do pintor holandês Vincent van Gogh.

O tabagismo é reconhecido como uma doença crônica causada pela dependência química dos fumantes à nicotina e, por isso, a Organização Mundial da Saúde (OMS)  o incluiu na Classificação Estatística Internacional de Doenças e Problemas Relacionados à Saúde (CID-10). A OMS considera também que o tabagismo é uma das principais causas evitáveis de morte em todo o mundo.
Os efeitos à saúde causados pelo fumo de tabaco referem-se tanto ao tabagismo direto quanto à inalação de fumo ambiente (tabagismo passivo). A Organização Mundial de Saúde estima que 16% da população brasileira seja fumante. Ainda de acordo com a OMS, nos países desenvolvidos, 26% das mortes masculinas e 9% das mortes femininas podem ser atribuídas diretamente ou indiretamente ao tabagismo. Desta forma, o tabagismo classifica-se como uma importante causa de morte prematura em todo o mundo.

## Riscos para a saúde

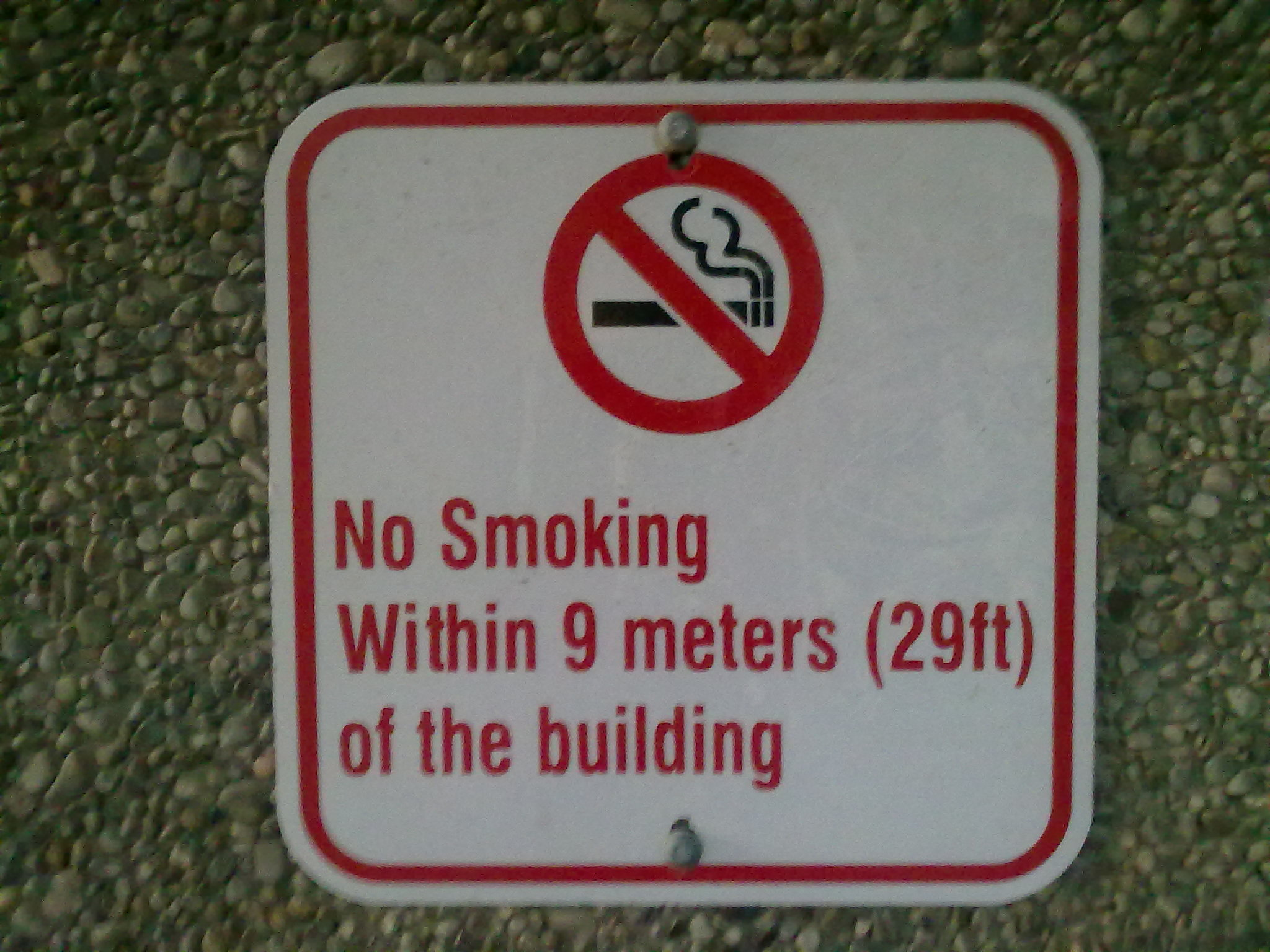
Placa proibindo o tabagismo na York University, em Toronto, Ontário, Canadá.

O tabagismo é responsável por quase 50 diferentes doenças incapacitantes e fatais e corresponde por 45% das mortes por infarto do miocárdio (ataque cardíaco), 85% das mortes por doença pulmonar obstrutiva crônica (DPOC), 25% das mortes por doença cérebro-vascular (derrames) e 30% das mortes por câncer. O fumante está sujeito à mortalidade por todas essas doenças, porém a exposição à fumaça de produtos de tabaco também contribui para o desenvolvimento ou agravamento de diversas outras.
Em 1999, a 52ª Assembléia Mundial da Saúde da Organização Mundial da Saúde criou a Convenção-Quadro da OMS para o Controle do Tabaco (CQCT/OMS), o primeiro tratado internacional frente à crescente epidemia do tabagismo em todo o mundo. Trata-se de um compromisso internacional pela adoção de medidas para “proteger as gerações presentes e futuras das devastadoras conseqüências sanitárias, sociais, ambientais e econômicas geradas pelo consumo e pela exposição à fumaça do tabaco", conforme definido no artigo 3º do texto da Convenção.
Outra grande ação criada pelos Estados membros  OMS é o Dia Mundial sem Tabaco, celebrado anualmente no dia 31 de maio. A campanha chama a atenção para a epidemia do tabaco e para as mortes que causa, informando o público sobre os perigos do uso do tabaco, as estratégias da indústria do tabaco e as ações da Organização Mundial da Saúde para o controle do tabagismo. A campanha também visa informar as pessoas sobre o que podem fazer para ter uma vida saudável e proteger crianças, adolescentes e jovens das consequências devastadoras do tabagismo.
Antes da Primeira Guerra Mundial, o câncer de pulmão era considerado uma doença rara, a qual a maioria dos médicos poderia jamais ver durante sua carreira profissional. Com o crescimento da popularidade do tabagismo após a guerra, houve um aumento epidêmico de câncer de pulmão.
A incidência de impotência sexual é aproximadamente 85% maior em fumantes masculinos do que em não fumantes. e é uma causa importante de disfunção erétil O tabagismo leva à impotência por causar o estreitamento das artérias (do pênis e do corpo).
As doenças relacionadas ao fumo matam mais de mais de cinco milhões de pessoas por ano no mundo, podendo superar oito milhões de mortes anuais até 2030 caso as tendências atuais de consumo dos produtos de tabaco persistirem.  fazendo com que o tabagismo seja a maior causa de morte passível de prevenção nos Estados Unidos. A estimativa de mortes relacionados ao fumo passivo é de cerca de 600 mil casos por ano.
O risco aumentado da pessoa contrair doenças é diretamente proporcional ao tempo em que a pessoa fuma e à quantidade de cigarros consumidos. Entretanto, ao parar de fumar, em qualquer faixa etária, as chances diminuem gradualmente já que os danos ao corpo são reparados, inclusive entre os indivíduos que já desenvolveram alguma doença.

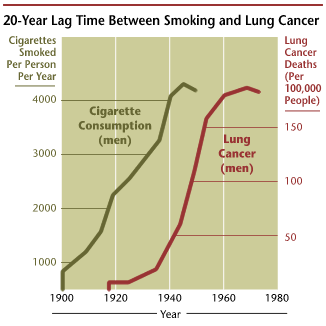
Incidência de câncer de pulmão é altamente correlacionado com o tabagismo

As doenças associadas ao tabagismo incluem:
- desenvolvimento de câncer de pulmão ,[13] rins ,[14] laringe, faringe, bexiga, esôfago, pâncreas, boca , estômago,[15] colo de útero, leucemia mieloide aguda,[5] mamas, cabeça e pescoço .[16][17]
- doenças cardiovasculares;
- acidentes vasculares cerebrais;
- doença vascular periférica;
- distúrbios respiratórios, como bronquite, doença pulmonar obstrutiva crônica e enfisema;
- tromboangeite obliterante;
- Impotência sexual;
- catarata;
- tuberculose
- redução da memória e dificuldade de aprendizado em tabagistas adolescentes.[18]

Quanto aos riscos do tabagismo, se for comparar os fumantes aos não fumantes, a estimativa é de
- desenvolver doença coronariana em 2 a 4 vezes (4);
- desenvolver acidente vascular cerebral em 2 a 4 vezes;
- Homem desenvolver câncer de pulmão em 23 vezes;
- Mulher desenvolver câncer de pulmão em 13 vezes; e
- Morrer de doenças pulmonares obstrutivas crônicas (como bronquite crônica e enfisema) em 12 a 13 vezes.

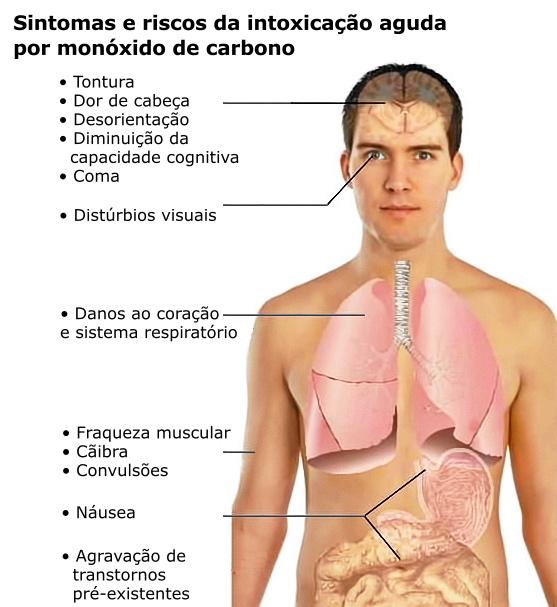
Sintomas da intoxicação por monóxido de carbono, uma das substâncias presentes na fumaça do cigarro.

Fumantes de charuto e cachimbo tendem a inalar menos que os fumantes de cigarro; por conta disso, seu risco de cancro do pulmão é menor, mas ainda é várias vezes mais elevado do que o risco em não fumantes. Todos estes grupos sofrem o mesmo risco de cancros da cavidade oral: laringe ou esôfago, um risco que foi apenas uma hipótese, sem qualquer ligação entre fumar e o câncer, até ser provado cientificamente e pela cobertura da imprensa dos cancros relacionados com o tabaco de dois presidentes estadunidenses: Ulysses S. Grant morreu em 1885, aos sessenta e três anos, depois de uma longa e penosa batalha contra o cancro da garganta, assumindo-o como o resultado de seu hábito de fumar charuto. Grover Cleveland foi diagnosticado em 1893 com cancro da mandíbula esquerda, que era frequentemente visto pela imprensa e pelo público fumando charuto. Do mesmo modo, o cancro da boca e mandíbula é também um risco para quem masca tabaco. Os benefícios para quem para de fumar são imediatos: a pressão arterial, frequência cardíaca e a temperatura corporal retornam à faixa normal; o risco de ataque cardíaco diminui; a capacidade de sentir aroma e sabor é apurada e melhora a circulação.
É geralmente aceito que o grande fator motivacional por trás do tabaco é a nicotina que ele contém. No entanto, a prática de ingerir o fumo diretamente de sua folha gera uma enorme quantidade de compostos químicos ativos, agrupados como alcatrão, muitos deles são biologicamente reactivos e potencialmente perigosos à saúde. Existem cerca de três mil substâncias químicas encontradas no fumo do tabaco.
Exposição a longo prazo aos outros compostos na fumaça, como monóxido de carbono, cianeto, e de outros compostos provocam danos no tecido arterial do pulmão, e se acredita que seja responsável pelos danos cardiovasculares e pela  perda de elasticidade nos alvéolos, levando a enfisema e DPOC. Além disso, os cigarros contêm 19 agentes cancerígenos conhecidos.

### Tabagismo e doenças cardiovasculares
O tabaco provoca o amarelecimento dos dentes, por via da nicotina. Provoca cancro da boca, da língua, do esôfago, da faringe e da laringe, além de provocar a insuficiência respiratória forçando o coração a bater mais rapidamente para maior captação de oxigênio diminuindo assim sua vida útil.

### Epidemiologia do tabagismo
Uma Equipe de Cientistas Britânicos liderados por Richard Doll fez uma pesquisa com 34,439 especialistas médicos entre o ano de 1951 e 2001, pesquisa esta apelidada de "British doctors study." O estudo demonstrou que fumar diminui a expectativa de vida em até 10 anos e que quase metade dos fumantes morrem por doenças causadas possivelmente pelo cigarro (como câncer, doenças cardiovasculares e infartos). Cerca de 5,900 dos participantes da pesquisa ainda estão vivos e somente 134 ainda fumam. No Reino Unido, os impactos do uso contínuo do cigarro é mais acentuado nas classes sociais mais baixas, que já tem a menor expectativa de vida.

### Tabaco e reprodução
O tabaco provoca infertilidade, problemas de erecção nos homens e aborto espontâneo no caso das mulheres.

#### Efeitos do tabagismo nas células espermáticas
Existem cada vez mais evidências de que os compostos danosos do tabagismo matam células espermáticas (os espermatozóides).  Desta maneira, alguns governos exigem que os fabricantes coloquem avisos em suas embalagens.

#### Síndrome da morte súbita infantil
O tabagismo passivo está relacionado à Síndrome da Morte Súbita Infantil.A síndrome da morte súbita infantil ocorre quando não há explicação de como um bebê faleceu mesmo tendo feito autópsia e com investigação. Também podemos chamar esta síndrome de morte de berço, pois ela acontece enquanto os bebês dormem durante a noite ou estão cochilando durante o dia, e ela que por sua vez vem sendo a maior causa de mortes entre os bebês. Normalmente o bebê que morre devido à síndrome morre antes de completar os seus quatro meses de vida ou durante esse período e as estações onde mais ocorre este tipo de morte é no outono, inverno e geralmente no início da primavera.
O porquê isto ocorre ninguém sabe exatamente, o que os médicos e pesquisadores dizem é que isto acontece devido a uma série de fatores, entre elas podem estar irregularidade no batimento cardíaco de uma criança, um distúrbio metabólico, entre outros fatores, esses são apenas alguns. Esses fatores e ainda o modo de como a criança dorme de bruços e inala muita fumaça de cigarro, ou pegar uma doença respiratória, ou seja, inala muito dióxido de carbono ela tem mais chances de ser vitima da SMSI.
Como realizadas em pesquisas quando o bebê apresenta defeito no cérebro a maioria deles apresentam anomalias no seu tronco cerebral, às vezes o bebê até percebe o que está se passando, mas pode não ter mecanismos de proteção para que isso não ocorra. No caso de um distúrbio metabólico eles não produzem a quantidade de ácidos graxos da maneira necessária e um possível acumulo desses ácidos poderia evitar que ocorra a síndrome. O favorecimento disto se dá através da criança dormir em colchões macios, se o bebê for prematuro, se ficar exposto a fumaças, entre outros. Alguma dica para sempre proteger o seu bebê é o deixar dormir sempre de costas e a temperatura do quarto não muito aquecida se o clima estiver bom, entre muitas outras.

## Tabaco

### Nicotina e dependência
A nicotina é um estimulante poderoso e é um dos principais fatores que levam ao consumo contínuo de tabaco. É considerada uma droga psico-estimulante, pois liberam dopamina e aumentam a produção de norepinefrina, assim como os opiáceos em geral (heroína). Estando no tabaco, causa dependência em qualquer forma de consumo, inclusive no formato de mascar. Os tabagistas regulares costumam ter concentrações de nicotina no sangue arterial 10 vezes mais elevadas que no sangue venoso e são ainda maiores nos fumantes de charutos.
Há evidências que apontam que a dependência da nicotina evolui de maneira mais forte e rápida naqueles que ingressam no tabagismo em torno dos 14 anos de idade, o que dificulta a recuperação.

### Tabagismo de cigarro versus charuto
Há quem julgue o ato de fumar charutos menos danoso à saúde que fumar cigarros, devido ao fato do fumante de charutos não "tragar", ou seja, não inalar ativamente a fumaça. Entretanto, as evidências científicas não corroboram esta ideia. Nos Estados Unidos da América, o Instituto Nacional do Câncer, divulgou , em 1998, que fumar charutos está associado a vários tipos de Câncer, incluindo tumores da cavidade oral (lábio, língua, bochechas, garganta), do esôfago, laringe e pulmão. Este estudo levava em consideração pessoas que fumavam ao menos um charuto ao dia e afirmava que os riscos de fumar menos que diariamente não são conhecidos. Apesar do estudo mostrar que a maioria dos fumantes de charutos não inalarem ativamente a fumaça, alguns, principalmente ex-fumantes de cigarros, o fazem  ,sendo assim o risco igual ao de  fumantes de cigarros. No caso de fumantes passivos, a grande quantidade de fumaça produzida por charutos, principalmente em ambientes fechados e ou quando vários fumantes se congregam, é mais que suficiente para afetar a saúde de quem permanecer nestes ambientes. Este estudo do Instituto  Nacional do Câncer foi criticado por defensores do charuto, alegando uso indevido das estatísticas.

## Efeitos benéficos de fumar
Ao tabaco já foram atribuídos possíveis efeitos benéficos sobre certas condições, presumivelmente devido aos efeitos da Nicotina sobre o sistema nervoso. Alguns estudos demonstraram que a incidência de tabagismo em pacientes que desenvolveram o Mal de Alzheimer é menor que na população em geral, o que foi interpretado como uma possível proteção que o tabagismo traria contra  a doença. Entretanto, a pesquisa sobre o assunto é limitada e os resultados controversos. Alguns estudos demonstram que fumar aumenta o risco de desenvolver o mal de Alzheimer. Revisões recentes sobre a literatura científica disponível concluíram que a aparente menor incidência do Mal de Alzheimer entre tabagistas deve-se ao fato de que fumantes tendem a morrer antes de atingirem a idade de desenvolverem a doença. A mortalidade precoce é um problema encontrado nas pesquisas que pretendem investigar os efeitos do tabagismo em doenças de acometimento tardio, após os 75 anos de idade, como é o caso do Mal de Alzheimer já que o número de fumantes que atingem a idade de 80 anos é 50% menor que não fumantes..
Alguns estudos sugerem que o tabagismo está associado a menor incidência de:
- Doença de Parkinson,,[26][27] embora os autores sustentem que as desordens de movimento próprias da doença impedem as pessoas de fumar.
- Colite ulcerativa.,[28] embora aumente o risco de Doença de Crohn.
- Sarcoma de Kaposi.[29]
- Há alguma evidência de menor incidência de Endometriose em mulheres inférteis[30] enquanto alguns estudos apontam incidência maior em tabagistas.[31] Não há evidências de efeito protetor em mulheres férteis.
- Evidência inconsistente de menor incidência de Mioma uterino em fumantes.,.[32][33]
- Evidência limitada de menor incidência de Doença hipertensiva específica da gravidez, em fumantes.,[34] Evidência invalidada em gestações gemelares.[35] Fumar, com certeza, trás riscos graves à saúde da gestante e do concepto.[36]

No caso da Esquizofrenia, muitos pacientes esquizofrênicos utilizam o fumo como uma forma de auto-medicação contra a ansiedade.

### Problemas acidentais
Um problema de saúde pública indireta colocados pelos cigarros é a de incêndios acidentais, normalmente associados ao consumo de álcool. Inúmeros projetos de cigarros têm sido propostas, algumas das empresas de tabaco em si, que extinguiria um cigarro deixados sozinhos por mais de um minuto ou dois, reduzindo assim o risco de incêndio. No entanto, a indústria do tabaco historicamente tem resistido a essa ideia, alegando que o incômodo de ter de reacender o cigarro deixado intocado por muito tempo reduziria as suas vendas. Na verdade, o tabaco tratado formaram um cigarro vai extinguir-se de forma relativamente rápida, se deixado sozinho, e como um cigarro de tabaco resultado é tratada quimicamente para que esta possa estar latente indefinidamente.